# Estación de Camp de Tarragona
Ha a régi tarragonai állomásra vagy kíváncsi, akkor lásd: Estación de Tarragona

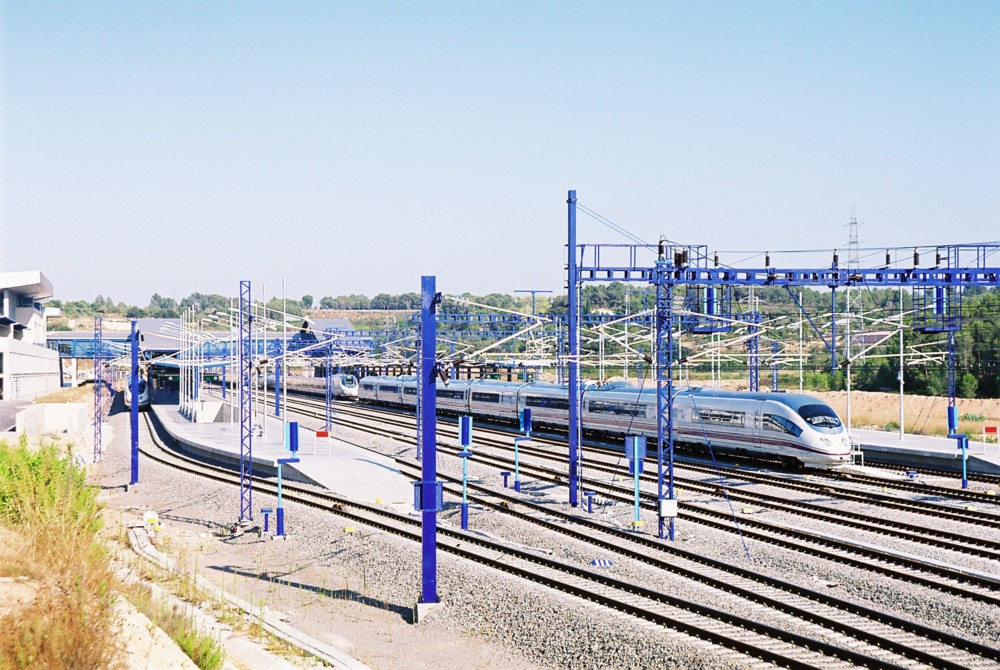
RENFE 103 sorozatú nagysebességű motorvonat az állomáson

Camp de Tarragona egy vasútállomás Tarragona közelében, Spanyolországban a Madrid–Barcelona nagysebességű vasútvonalon. 2006 december 19-én nyílt meg, a rajta keresztülhaladó vasútvonallal együtt. A várostól kb. 8 km-re található. Az állomás 400 ezer ember számára hozta el a nagysebességű vasúti közlekedés lehetőségét.
Területe 5,2 hektár, összesen nyolc normál nyomtávolságú vágány található rajta. A nyolcból négy átmenő vágány, mindkét oldalt kettő-kettő vágány pedig 400 méteres peronnal rendelkezik a személyforgalomhoz. Hozzátartozik még egy váróterem, utazási központ, üzletek és 648 férőhelyes parkoló. 2013-tól az állomásról a Barcelonán túlra is, a francia határ közelében lévő Figueres Vilafant állomásig is el lehet utazni.

## Járatok
Az állomást az alábbi járatok érintik:
| Járat | Útvonal |
| ----- | --- |
| AVE   | Barcelona Sants · Camp de Tarragona · Lleida-Pirineus · Zaragoza-Delicias · Calatayud · Guadalajara-Yebes · Madrid-Puerta de Atocha |
| AVE   | Barcelona Sants · Camp de Tarragona · Lleida-Pirineus · Zaragoza-Delicias · Calatayud · Madrid-Puerta de Atocha · Córdoba-Central · Sevilla-Santa Justa |
| AVE   | Barcelona Sants · Camp de Tarragona · Lleida-Pirineus · Zaragoza-Delicias · Madrid-Puerta de Atocha · Ciudad Real-Central · Puertollano · Córdoba-Central · Puente Genil-Herrera · Antequera-Santa Ana · Málaga-María Zambrano |
| Alvia | Barcelona Sants · Camp de Tarragona · Lleida-Pirineus · Zaragoza-Delicias · Logroño · Miranda de Ebro · Bilbao-Abando |
| Alvia | Barcelona Sants · Camp de Tarragona · Lleida-Pirineus · Zaragoza-Delicias · Pamplona · San Sebastián · Irún |
| Alvia | Barcelona Sants · Camp de Tarragona · Lleida-Pirineus · Zaragoza-Delicias · Tudela de Navarra · Castejón de Ebro · Tafalla · Pamplona · Vitoria/Gasteiz · Miranda de Ebro · Burgos · Palencia · Sahagún · León · Astorga · Bembibre · Ponferrada · O Barco de Valdeorras · A Rúa-Petín · San Clodio-Quiroga · Monforte de Lemos · Ourense Empalme · Redondela de Galicia · Vigo |
| Avant | Barcelona Sants · Camp de Tarragona · Lleida-Pirineus |

| Előző állomás   |           | Következő állomás |
| --------------- | --------- | ----------------- |
| Barcelona Sants | RENFE AVE | Lleida Pirineus   |